# Фабіо Россітто
Фабіо Россітто (італ. Fabio Rossitto, * 21 вересня 1971, Авіано) — італійський футболіст, півзахисник. По завершенні ігрової кар'єри — футбольний тренер. Наразі входить до тренерського штабу клубу «Удінезе», де працює з командою дублерів.
Як гравець насамперед відомий виступами за клуби «Удінезе» та «Фіорентина», а також національну збірну Італії.
Володар Кубка Італії.

## Клубна кар'єра
У дорослому футболі дебютував 1989 року виступами за команду клубу «Удінезе», в якій провів вісім сезонів, взявши участь у 187 матчах чемпіонату. Більшість часу, проведеного у складі «Удінезе», був основним гравцем команди.
Протягом 1997—1999 років захищав кольори команди клубу «Наполі».
Своєю грою за останню команду привернув увагу представників тренерського штабу клубу «Фіорентина», до складу якого приєднався 1999 року. Відіграв за «фіалок» наступні три сезони своєї ігрової кар'єри. За цей час виборов титул володаря Кубка Італії.
Згодом з 2002 по 2005 рік грав у складі «Удінезе», бельгійського «Беєрсхота» та «Венеції».
Завершив професійну ігрову кар'єру у нижчоліговому клубі «Сачилезе», за команду якого виступав протягом 2005—2007 років.

## Виступи за збірні
1994 року залучався до складу молодіжної збірної Італії. На молодіжному рівні зіграв у 9 офіційних матчах.
1996 року дебютував в офіційних матчах у складі національної збірної Італії. Протягом кар'єри у національній збірній провів у формі головної команди країни лише один офіційний матч.
У складі збірної був учасником чемпіонату Європи 1996 року в Англії.

## Кар'єра тренера
Розпочав тренерську кар'єру невдовзі по завершенні кар'єри гравця, 2009 року, увійшовши до тренерського штабу клубу «Удінезе», в якому відповідає за підготовку команди дублерів.

## Титули і досягнення
- Володар Кубка Італії (1):

«Фіорентина»: 2000–01
- Чемпіон Європи (U-21): 1994